# ONE HEART
「ONE HEART」（ワン・ハート）は、1986年11月にリリースされた中村あゆみの7枚目のシングルである。
1988年5月21日にCDシングルとして再発されている。規格品番はオリジナル盤のシングルレコードが7HB-2008、再発CDシングルが10HD-2007。

## 解説
- 表題曲はTBS系番組「日立 世界・ふしぎ発見!」3代目のエンディングテーマ曲と民放「ゆく年くる年(1986年-1987年)」のテーマソングである。
- カップリング曲の「SAVE ME」は本人出演のCM、日立Lo-D CAR COMPO LAGOON-Dのイメージソング。

## 収録曲
1. ONE HEART
  - 作詞／作曲／編曲:高橋研
2. SAVE ME
  - 作詞:中村あゆみ・高橋研／作曲:中村あゆみ／編曲:高橋研

## 収録作品
- ONE HEART
  - Holly-Night（アナログ盤は収録なし）
  - BEST COLLECTION HUMMING BIRD YEARS '84-'93
  - HEART of DIAMONDS（Remixとボーカル新録のベストアルバム）
  - Decade —Ayumi Live— (ライブ収録)
  - Ayumi of AYUMI〜30th Anniversary All Time Best
- SAVE ME
  - Holly-Night
  - BEST COLLECTION HUMMING BIRD YEARS '84-'93